# Nasz Dom – Rosja
Ogólnorosyjski Ruch Społeczno-Polityczny „Nasz Dom – Rosja”, NDR (ros. Всероссийское общественно-политическое движение „Наш дом – Россия”, НДР) – rosyjska partia polityczna działająca w latach 1995–2000. Jej liderem był Wiktor Czernomyrdin, premier Rosji w latach 1992–1998.

## Historia
Ugrupowanie powstało wiosną 1995 z inicjatywy ówczesnego prezydenta Rosji Borysa Jelcyna, jako jedna z dwóch – obok bloku Iwana Rybkina – proprezydenckich partii władzy. Zjazd założycielski NDR odbył się 12 maja 1995. Partia była ściśle związana z koncernem Gazprom, którym kierował Czernomyrdin przed objęciem funkcji premiera. W działalność partii zaangażowali się przedstawiciele nomenklatury państwowo-gospodarczej: administracji federalnej i regionalnej, gubernatorzy podmiotów Federacji Rosyjskiej, dyrektorzy wielkich koncernów przemysłowych. Celem partii – wobec rosnącej popularności Komunistycznej Partii Federacji Rosyjskiej – było zwycięstwo w wyborach parlamentarnych.
W wyborach do Dumy, które odbyły się 17 grudnia 1995 Nasz Dom – Rosja poniósł porażkę, uzyskując zaledwie 10,13% głosów i zdobywając 45 mandatów w systemie proporcjonalnym oraz 10 mandatów w okręgach jednomandatowych. Po akcesji kolejnych deputowanych w Dumie II kadencji (1995–1999) w skład frakcji parlamentarnej NDR wchodziło 67 członków. Reprezentant NDR, Aleksandr Szochin, pełnił funkcję I wiceprzewodniczącego Dumy. W początkowym okresie Nasz Dom – Rosja wspierał politykę prezydenta Borysa Jelcyna oraz rządu Wiktora Czernomyrdina, z czasem jednak poddając ją ograniczonej krytyce, aż po sprzeciw wobec rządowego projektu budżetu na 1997.
NDR stopniowo tracił wpływy polityczne i poparcie prezydenta Jelcyna, a po dymisji Czernomyrdina ze stanowiska premiera uległ marginalizacji. Utracił także poparcie przedstawicieli państwowej biurokracji i elit gospodarczych. Jego działacze pod koniec II kadencji Dumy przeszli do innych, nowo tworzonych ugrupowań, m.in. do popierającego Jewgienija Primakowa bloku Ojczyzna – Cała Rosja. Osłabiony NDR wystartował w wyborach parlamentarnych 19 grudnia 1999, w których uzyskał 1,95% głosów oraz zdobył jedynie 7 mandatów w okręgach jednomandatowych. Po wyborach partia uległa dalszej marginalizacji i w 2000 zakończyła działalność.